# 독말풀

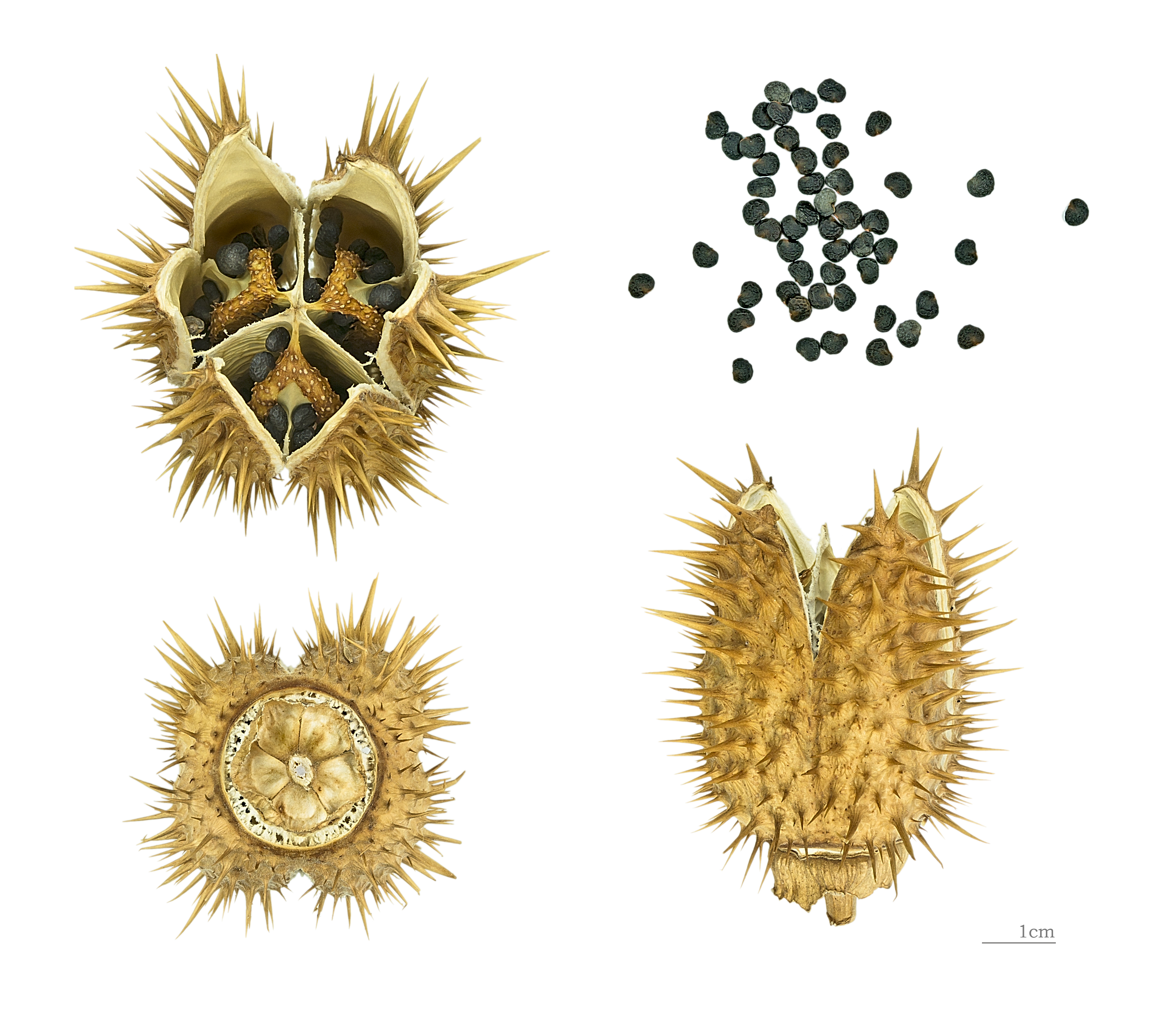
Datura stramonium

독말풀(Datura stramonium var. chalybea)은 열대 아메리카 원산으로, 한국 각처의 들, 길가, 밭에 나는 한해살이풀로 높이는 1-2m이다. 줄기는 자줏빛이고 잎은 어긋나며 잎자루가 길고, 난형, 가장자리에 고르지 않은 톱니가 있다. 꽃은 줄기 끝에 또는 잎겨드랑이에 붙고, 화관은 연한 분홍색, 나팔 모양, 끝이 5갈래, 통 모양의 꽃받침이 화관통을 싼다. 수술은 5개, 암술은 1개, 열매는 삭과, 가시 모양의 돌기가 많이 나며, 씨는 검은색이다. 유독식물로 씨·잎은 약재로 이용한다.